# 厦门海沧半程马拉松
厦门海沧半程马拉松（原名「厦门（海沧）国际半程马拉松赛，简称「海沧半马」」，2020年更为现名），是由厦门市人民政府主辦、由中国田径协会进行技术认证的半程马拉松比赛，在每年的11-12月举行。目前该赛事运营方为厦门广电旗下厦门文广体育有限公司。目前是中国马拉松金牌赛事。

## 历史
2014年，厦门马拉松首次将部分短距离路跑赛事拆分，在厦门市海沧区海沧大道举办了“2015厦门国际马拉松配套赛—5公里、10公里健康跑”。2015年，厦门马拉松将半程马拉松和10公里健康跑纳入配套赛范围，继续在海沧区举办。
2016年，「厦门国际马拉松配套赛」正式升级为「厦门（海沧）国际半程马拉松赛」，开始独立办赛。厦门马拉松从2017年开始成为中国大陆第二个仅设全程项目的专业化马拉松赛事。
由于2019冠状病毒病疫情影响，2021年海沧半马延期到2022年3月20日，后因疫情原因再次宣布推迟。

## 赛制
厦门海沧半程马拉松设置男子和女子半程马拉松以及6.6公里欢乐跑。
半程路线：兴港路角嵩路路口（起点）→兴港路→建港路→海沧大道→海沧大道嵩屿中路路口（变辅道）→海沧大道沧桐路路口（变主道）→海沧大道近渔人码头处（折返）→海沧大道→沧虹路→沧虹路（折返）→沧虹路→海沧大道→海沧大道沧桐路路口（变逆向）→海沧大道嵩屿中路路口（变正向）→海沧大道→建港路→兴港路→角嵩路→角嵩路（折返）→角嵩路→兴港路→兴港路北师大附校处（变辅道）→湖岸南路→海沧体育中心→海沧体育中心体育场（终点）
健康跑路线：兴港路角嵩路路口（起点）→兴港路→建港路→海沧大道→海沧大道（终点）

## 历届冠军

### 赛会纪录
| 年份   | 时间    | 姓名                 | 性别 | 国籍     |
| ------ | ------- | -------------------- | ---- | -------- |
| 2016年 | 1:00:24 | 约书亚·基普科里      | 男   |          |
| 2019年 | 1:07:34 | 雅伦泽夫·耶瓦劳·登萨 | 女   | 衣索比亞 |

### 中国籍选手记录
| 年份   | 时间    | 姓名   | 性别 |
| ------ | ------- | ------ | ---- |
| 2019年 | 1:03:43 | 杨定宏 | 男   |
| 2019年 | 1:11:21 | 张德顺 | 女   |

### 男子组冠军
| 年份           | 姓名                     | 国籍     | 成绩     |
| 2016年12月10日 | 约书亚·基普科里          |          | 1:00:24  |
| 2017年11月25日 | 杰斯塔寺·吉普科吉·康够够 |          | 1:0:02   |
| 2018年11月25日 | 比查·贝莱· 提拉洪        | 衣索比亞 | 01:01:11 |
| 2019年12月8日  | 马哈维·凯斯特·怀德马雅   |          | 01:02:34 |
| 2020年12月6日  | 吴向东                   | 中国     | 01:06:00 |
| 2022年3月20日  |                          |          |          |

### 女子组冠军
| 年份           | 姓名                       | 国籍     | 成绩     |
| 2016年12月10日 | 萨拉·切普奇奇尔            |          | 1:07:52  |
| 2017年11月25日 | 西罗特·阿莱马耶·吉莱米凯尔 | 衣索比亞 | 1:11:27  |
| 2018年11月25日 | 伊米亚·伍德·阿雅奴         | 衣索比亞 | 1:09:34  |
| 2019年12月8日  | 雅伦泽夫·耶瓦劳·登萨       | 衣索比亞 | 01:07:34 |
| 2020年12月6日  | 李芷萱                     | 中国     | 01:12:16 |
| 2022年3月20日  |                            |          |          |

## 赛事事故
2016年海沧半马比赛中，一位跑者林某某在离终点还有4.5公里时倒地，另一位跑者吴某某在终点前倒地，两人在送到医院后经急救专家全力抢救，最终死亡。后经调查，死亡运动员之一的吴某某（男性）是一位替跑跑者，随后吴某某的家属向赛事主办方和参赛名额转让者（女性）提起诉讼，成为中国大陆首例马拉松替跑猝死索赔案。2018年5月10日，厦门市中级人民法院对该案做出二审宣判，法院认为原告的上诉请求依据不足，维持一审判决结果，驳回替跑猝死死者家属方的赔偿诉讼请求。
本届赛事也曝出作弊事件，一共有30位参赛选手存在转让参赛名额，自制号码布进行比赛的行为。最终组委会做出作弊者成绩无效，两年内不准参加海沧半马的资格。通过比赛获得2017年厦门马拉松参赛资格的作弊选手，其名额被剥夺。因转让参赛资格而造成重大比赛事故的两位选手被永久禁止参加该赛事。全部作弊行为上报中国田径协会追加处罚。
2020年，有1名选手私自转让参赛名额，转让者和受让者的成绩被取消、终身禁止参加海沧半马组委会举办的各项赛事的处罚，并报请中国田径协会追加处罚。